# Taz.Futurzwei
Taz.Futurzwei (Eigenschreibweise taz.FUTURZWEI) ist eine vierteljährlich erscheinende Zeitschrift für Politik und Transformation, die seit dem dritten Quartal 2017 erscheint und aus der Zeitschrift Zeozwei hervorgegangen ist, einer deutschsprachigen Zeitschrift „für Umwelt, Politik und Neue Wirtschaft“. Die Neuausrichtung als allgemeine zukunftsorientierte Politikzeitschrift folgte dem Gedanken, dass Probleme nicht isoliert, sondern im Zusammenhang verstanden werden sollten.
Chefredakteur ist Peter Unfried. Herausgeber ist Harald Welzer, Vorsitzender von FUTURZWEI. Stiftung Zukunftsfähigkeit, einer gemeinnützigen Stiftung, die sich nach eigenen Angaben für das Projekt einer „zukunftsfähigen, enkeltauglichen, offenen Gesellschaft“ einsetzt. Die Stiftung wird unter anderem von der Bundeszentrale für politische Bildung und der Deutschen Bundesstiftung Umwelt gefördert.

## Vorläufer zeozwei (2008–2017)
Zeozwei (ISSN 2194-1246) erschien von 2008 bis 2017. Der Name ist eine phonetische Wiedergabe der Summenformel des Kohlendioxids (CO2). Die Auflage betrug 15.000 Stück. Im März 2012 verkaufte der Herausgeber Deutsche Umwelthilfe das Magazin an den Verlag taz.

## Konzeption
Das Magazin will seinen Lesern Orientierung liefern und sie unterstützen, ihr Leben ökologisch zu gestalten und dafür die richtigen politischen Entscheidungen zu treffen. Die Themen ranken sich um Ernährung und die Produktion von Lebensmitteln, den schnellen Schwenk von Atom- und Kohlekraftwerken zu Wind-, Solar- und Bioenergie, eine neue Kultur des Konsumierens und Teilens, neue Mobilität sowie um Klimawandel und Nachhaltigkeit.
Autoren sind politische Akteure, Künstler, Philosophen, Klimawissenschaftler, Bürgerbewegte. Dazu gehören u. a. Naomi Klein, Robert Habeck, Harald Welzer, Ursula Sladek, Anton Hofreiter, Katja Kipping, Claus Leggewie, Claudia Kemfert, Martin Unfried, Ottmar Edenhofer, Maren Eggert, Peter Sloterdijk, Stefan Rahmstorf sowie die Fachredakteure der taz.

## Chefredakteure
- Marcus Franken und Manfred Kriener (Gründungsredakteure, März 2008 bis November 2013[6])
- Marcus Franken und Hanna Gersmann (ab Dezember 2013[7] bis März 2015[8])
- Peter Unfried und Hanna Gersmann (ab März 2015[9] bis 2018[10][11])
- Peter Unfried (ab 2018[10][11])

## Auszeichnungen
Der Hamburger Journalist Oliver Ristau erhielt für seine Reportage „Blut am Blech“ im zeozwei-Heft 3/2013 den Journalistenpreis der Hochschule für Wirtschaft und Umwelt Nürtingen-Geislingen.